# 福渓駅
福渓駅（ポッケえき、복계역）は、朝鮮民主主義人民共和国（北朝鮮）江原道平康郡に位置する朝鮮民主主義人民共和国鉄道省江原線の駅である。

## 歴史
- 1913年7月10日：京元線として鉄原駅 - 当駅間が開業[1]。
- 1944年4月：当駅 - 高山駅間が直流3000Vで電化、朝鮮総督府鉄道で最初かつ唯一の電化区間となり独立後も北朝鮮の鉄道の電化方式の規範となった。